# Burmorchestina
Genre
Burmorchestina est un  genre fossile d'araignées aranéomorphes de la famille des Oonopidae.

## Distribution
Les espèces de ce genre ont été découvertes dans de l'ambre de Birmanie. Elles datent du Crétacé.

## Liste des espèces
Selon The World Spider Catalog 18.0 :
- † Burmorchestina acuminata Wunderlich, 2017
- † Burmorchestina biangulata Wunderlich, 2017
- † Burmorchestina plana Wunderlich, 2017
- † Burmorchestina pulcher Wunderlich, 2008
- † Burmorchestina pulcheroides Wunderlich, 2017
- † Burmorchestina tuberosa Wunderlich, 2017

## Publication originale
- Wunderlich, 2008 : Descriptions of fossil spider (Araneae) taxa mainly in Baltic amber, as well as certain related extant taxa. Beiträge zur Araneologie, vol. 5, p. 44–139 (en).